# Donna libera
Donna libera è il primo album in studio della cantautrice italiana Amara, pubblicato nel febbraio 2015.
Con il brano Credo l'artista ha partecipato al Festival di Sanremo 2015 nella sezione "Nuove Proposte", classificandosi al terzo posto.

## Tracce
1. Credo – 3:17
2. Donna libera – 3:20
3. Giorni – 3:27
4. Inevitabile – 3:19
5. Ho una vita nuova – 4:04
6. Sarò musica – 3:54
7. Maledetta me – 3:41
8. Mani – 3:10
9. Amami più forte – 3:19
10. Vado in Africa – 2:45